# Lisette Oropesa
Lisette Oropesa (Nueva Orleans, 29 de septiembre de 1983) es una soprano estadounidense de origen cubano con un amplio repertorio que incluye obras de Gluck, Haendel, Mozart, Rossini, Donizetti, Wagner, Verdi, Bizet, Massenet o Puccini. Con su voz de soprano lírica de coloratura, ha interpretado papeles tanto en sus idiomas nativos, español e inglés, como en alemán, francés e italiano. Destaca especialmente en los papeles de Susanna, Gilda, Konstanze, Lucia, Pamina, Violeta o Manon.

## Trayectoria
Hija de emigrantes cubanos en Estados Unidos, nació en Nueva Orleans y creció en Baton Rouge. Estudió flauta durante doce años antes de que su madre, profesora de música y antigua soprano de ópera, le sugiriera que hiciera una audición para la facultad de canto de la Escuela de Música de la Universidad Estatal de Luisiana (LSU). Su audición fue tan buena que se incorporó al programa de canto de la universidad con Robert Grayson como mentor y se licenció en interpretación vocal.
Ganó en 2005 la Gran Final de los Metropolitan Opera National Council Auditions patrocinado por el Metropolitan Opera House (Met) tras lo que se unió a su Programa Lindemann para Jóvenes Artistas, graduándose en 2008. Ha desarrollado una fuerte relación con esta entidad pues además de debutar en ella su papel principal como Susanna en la producción de Jonathan Miller de Las bodas de Fígaro junto al Fígaro de Erwin Schrott en octubre de 2007, ha estado presente en muchas de sus producciones como su debut en Idomeneo, rey de Creta montaje de Jean-Pierre Ponnelle y dirección de James Levine en septiembre de 2006, La rondine en el papel de Lisette junto a Angela Gheorghiu, Roberto Alagna y Samuel Ramey producida por Nicolas Joël. Fue Woglinde en El oro del Rin y El ocaso de los dioses y el Pájaro del Bosque (Waldvogel) fuera de escena en Sigfrido bajo la dirección también de James Levine también estuvo en Suor Angelica, dirigida por Jack O’Brien. Se la pudo ver interpretando el papel de Amor en Orfeo y Euridice, en Idomeneo, rey de Creta o en Ifigenia en Táuride. También ha aparecido en muchas de las emisiones en directo del Met en HD, como La rondine, Manon Lescaut, Hánsel y Gretel, El tríptico, el pastiche La isla encantada o El oro del Rhin.
En 2011, estrenó una nueva producción de Lucia di Lammermoor en la Deutsche Oper am Rhein y debutó en la Ópera Estatal de Baviera como Ismene en Mitridates, rey di Ponto de Mozart. Regresó a la Ópera de Nueva Orleans, en su estado natal de Luisiana, para interpretar por primera vez a Leïla en Los pescadores de perlas. En concierto, debutó con la Orquesta de Cleveland como soprano solista en Carmina Burana. Terminó la temporada con una versión en concierto de El rapto en el serrallo con la Orquesta Sinfónica de Boston en el Festival de Tanglewood y conciertos de Las bodas de Fígaro en el Festival de Ravinia, dirigidos por James Conlon. Destacan tres debuts en Europa en los que interpretó un papel distinto en cada teatro, Konstanze en  El rapto en el serrallo de Mozart en la Ópera Nacional Galesa, Nannetta de Falstaff de Verdi en el Palacio Euskalduna (ABAO Opera Bilbao) de Bilbao y Fiorilla de El turco en Italia de Rossini en la Deutsche Oper am Rhein.

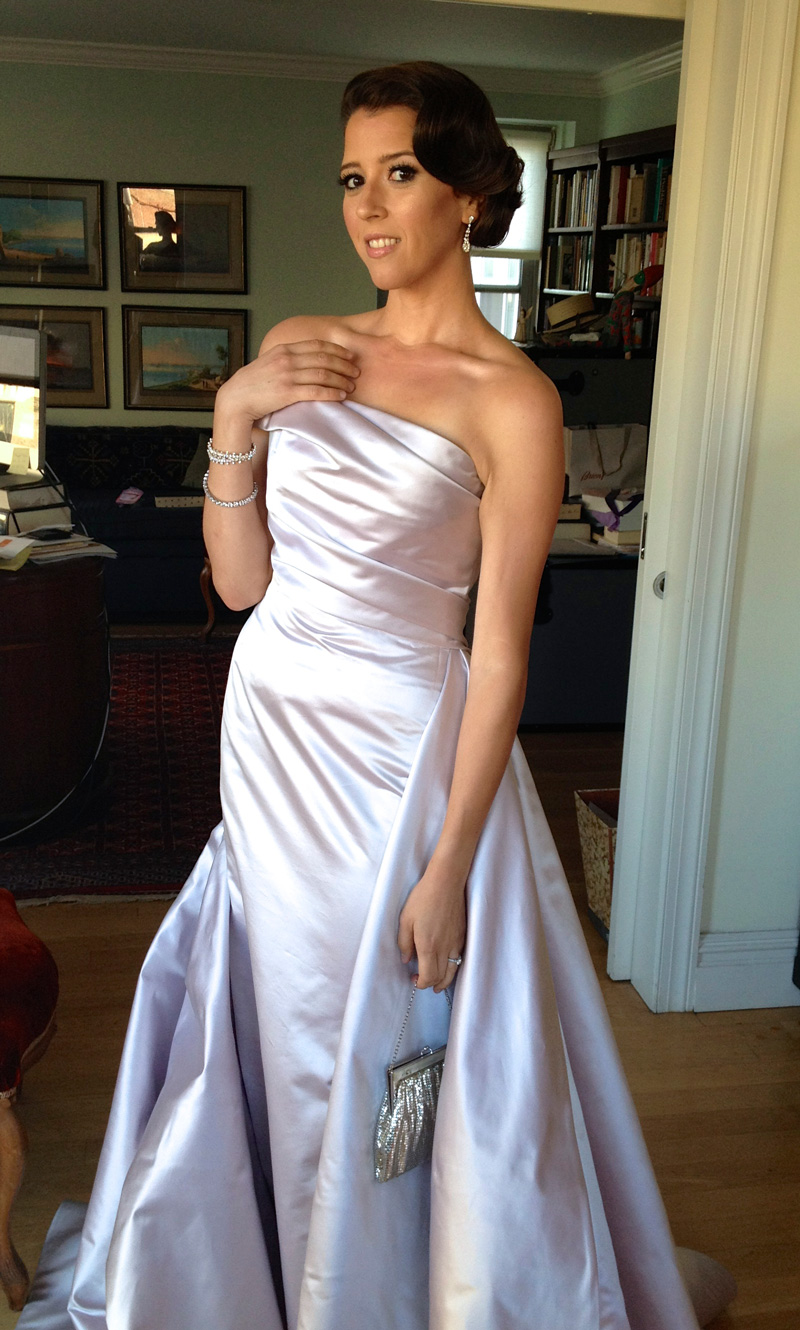
Lisette Oropesa en 2012. Vestido diseñado por Austin Scarlett

De la temporada 2011/2012 destacó su debut en la Ópera de San Francisco como Romilda en Serse de Georg Friedrich Händel seguido de Miranda en el nuevo pastiche barroco La isla encantada de la Ópera Metropolitana, dirigido por William Christie. Logró un gran éxito con su aparición junto a la Orquesta Sinfónica de Chicago en Carmina Burana, dirigida por Riccardo Muti. Debutó en la Ópera de Pittsburgh como Konstanze en El rapto en el serrallo. Volvió a la Ópera Estatal de Baviera como Ismene en una reposición de Mitridate, rey de Ponto, papel que había cantado en su debut con la compañía cuando la producción se estrenó en el verano de 2011. 
En la temporada 2012/2013 debutó el papel de Gilda en la nueva producción de Rigoletto del Metropolitan Opera y el de Cleopatra en Julio César en Egipto del Michigan Opera Theatre y fue el Pájaro del Bosque (Waldvogel) en la producción de Robert Lepage de Sigfrido. En la temporada 2014/2015, cantó en el Metropolitan Opera los papeles de Nannetta de Falstaff y Sophie de Werther, ambas nuevas producciones que se presentaron en las emisiones en directo del teatro en alta definición. También se la pudo escuchar como Amalia en la Washington Concert Opera, en I masnadieri de Verdi, así como en interpretaciones de Carmina Burana con la Orquesta Sinfónica de Pittsburgh.
Tras sus actuaciones en el Met a principios de 2014, la agenda de verano de Oropesa comenzó a incluir conciertos como La Creación de Haydn en Nueva York y en Cleveland, la Pasión según San Mateo en Chicago, El rapto en el serrallo en Bellingham y una repetición de su actuación de 2010 en Las bodas de Fígaro en el Festival de Ravinia. Dio su siguiente concierto con James Conlon en el Festival de Mayo de Cincinnati y a continuación, viajó a Múnich para actuar en la UniCredit Festspielnacht.
En Dallas, cantó con la Orquesta Sinfónica de Dallas Un Requiem alemán, en 2016. El mismo año, en Washington, D.C. interpretó a Marie en La hija del regimiento en la Ópera Nacional de Washington. En esta ocasión, su compañera de escena fue la jueza del Tribunal Supremo, Ruth Bader Ginsburg.
En 2017, se desplazó a Washington D. C. para un recital que se grabó en vídeo y se publicó en YouTube, lo que culminó en la creación de su primer álbum, titulado Within/Without.

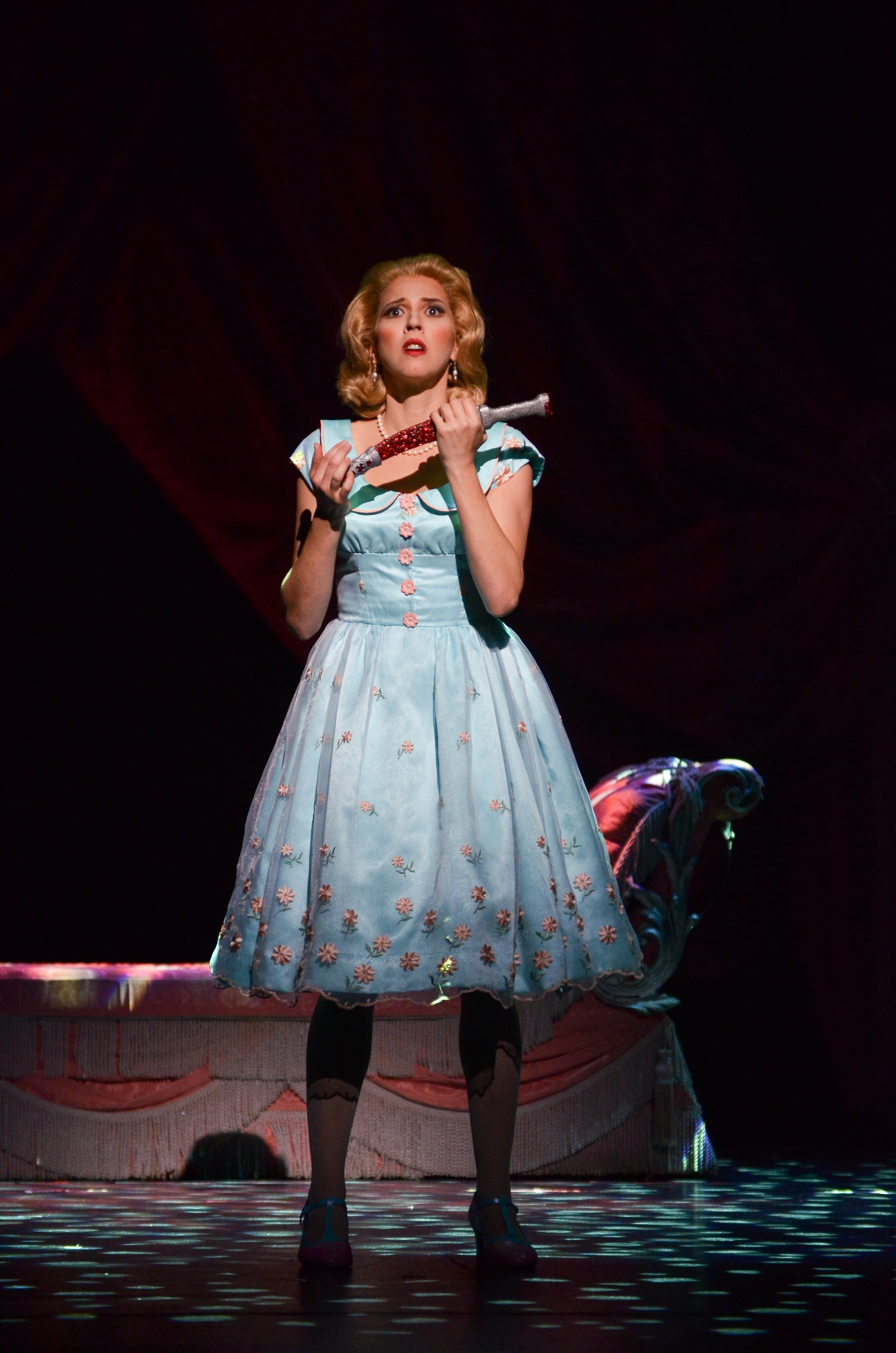
Lisette Oropesa en el rol de la Princesa Pamina de la ópera de La flauta mágica (Mozart), en 2013.

Al año siguiente, 2018, dio un recital para el Tucson Desert Song Festival en el que interpretó un repertorio totalmente nuevo y estrenó su primer vídeo musical Adieu de l'hôtesse arabe, una composición de Georges Bizet basada en un poema de Victor Hugo. A partir de este recital, publicó digitalmente su segundo álbum, titulado Aux filles du désert. El mismo año, acudió al Teatro Real de Madrid para actuar en Lucia di Lammermoor, donde recibió ovaciones por su interpretación del papel. Durante el verano, debutó en el Festival de Ópera de Rossini con Adina or Il califfo di Bagdad y fue considerada por muchos como la revelación del festival de ese año. El día antes de su segunda actuación, cantó su primer concierto como solista con orquesta con la Filarmónica Gioachino Rossini. En septiembre, sustituyó en la Ópera de París, a Diana Damrau, que se retiró por enfermedad, en el papel de Margarita de Valois, en la nueva producción de la compañía de Los Hugonotes. Al día siguiente de su última representación de Los Hugonotes estrenó un nuevo papel, Adina en El elixir de amor. A continuación, abrió la temporada en el Teatro de la Ópera de Roma, en una nueva producción de Rigoletto.
En 2019, regresó a su ciudad natal de Baton Rouge para dar un concierto con Paul Groves llamado Una noche estrellada con Lisette Oropesa, que se grabó para ser emitido por la Radiotelevisión Pública de Luisiana. En junio, debutó en el Teatro de La Scala en una nueva producción de I masnadieri. Y en el Met debutó el papel principal de Manon, de cuya actuación The New York Times llegó a decir que valía por sí sola el precio de la entrada.
En 2020, volvió al Met para su segundo papel principal de la temporada, Violetta en La traviata de Giuseppe Verdi. El 1 de marzo, fue anfitriona del concurso Metropolitan Opera National Council Auditions patrocinado por el Metropolitan Opera al que donó 25000 dólares, se aseguró de que cada concursante recibiera 20000 dólares y aumentó el dinero del premio por primera vez en más de 20 años. Posteriormente fue nombrada consejera nacional del concurso por sus contribuciones. Ese mismo año, iba a debutar el papel de Rosina de El Barbero de Sevilla en la Ópera de París, sin embargo, seis de sus actuaciones fueron canceladas debido a la huelga convocada en Francia por esas fechas contra la reforma de las pensiones, aunque finalmente pudo actuar.

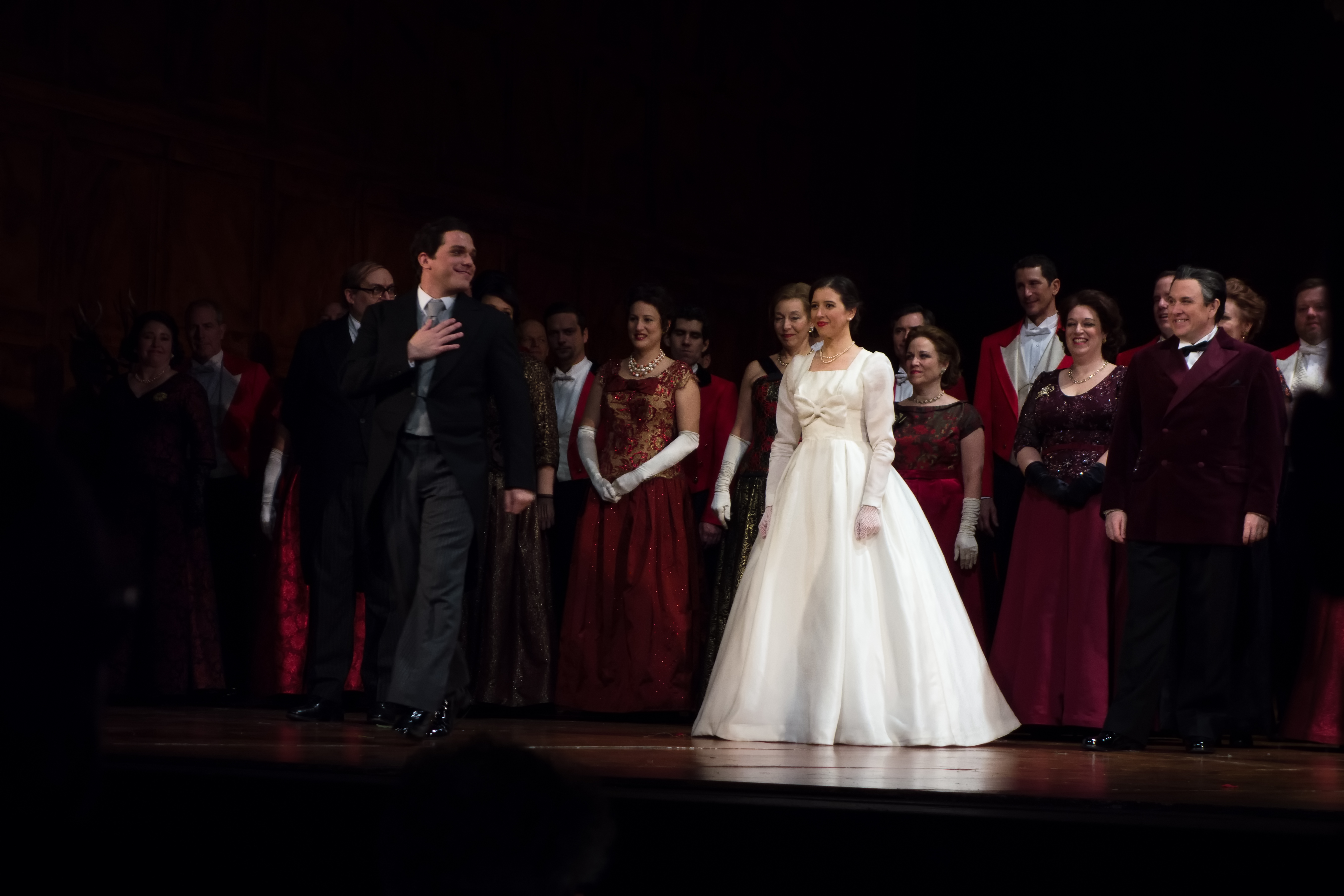
Lisette Oropesa en el rol de Nannetta de la ópera Falstaff de Verdi, en 2014

Tras el parón provocado por la pandemia de COVID-19, volvió al Teatro Real de Madrid para interpretar el papel de Violetta Valéry en La Traviata. El 28 de julio, fue la primera mujer en este teatro en realizar un bis en solitario interpretando el segundo verso, tradicionalmente cortado, del aria Addio del passato. El 10 de agosto, anunció la firma de un contrato de cinco años con la San Francisco Classical Recording Company junto con un álbum de arias de concierto de Mozart con Il Pomo d'Oro (orquesta). El 14 de agosto, regresó a la Arena de Verona para actuar en un concierto de Rossini. Volvió a la Royal Opera House (ROH) para participar en un concierto benéfico en directo que marcó la reapertura de la ROH por primera vez en casi siete meses. En octubre, debutó en la Ópera Estatal de Viena con El rapto en el serrallo, en una producción de Hans Neuenfels. En el Teatro de La Scala estaba previsto que abriera la temporada el 7 de diciembre de 2020 con Lucia di Lammermoor, pero las representaciones se cancelaron debido a los cierres en Italia por la COVID-19, aunque fue invitada a actuar en el espectáculo de música y ballet televisado A riveder le stelle con el que se inauguró la temporada del teatro ese mismo día, donde interpretó Regnava nel silenzio de Lucia di Lammermoor en clave original con un vestido de Giorgio Armani Privé. Sus últimas actuaciones de 2020 fueron en el Gran Teatro del Liceo de Barcelona con La traviata.
Su año 2021 comenzó con un recital en el Palacio Euskalduna (ABAO Opera Bilbao). Debutó el 5 de marzo en el Palau de les Arts con un recital compuesto por obras de Bizet, Fauré, Falla, Rodrigo, Schumann y Schubert como parte del ciclo Les Arts és Lied. En abril, protagonizó una producción cinematográfica de La traviata del Teatro de la Ópera de Roma que fue vista por más de un millón de personas cuando se emitió en horario de máxima audiencia de la Rai 3 en Italia. También actuó en la Academia Nacional de Santa Cecilia en un concierto de bel canto con Antonio Pappano. El 13 de diciembre de ese mismo año, debutó en el Teatro de la Zarzuela con el recital Zarzuela de ida y vuelta compuesto por obras de Barbieri, Falla, Sorozábal, Lecuona, Rodrigo, Imaz, Penella, Roig, Piazzolla, Nin, Ankermann. Acompañada al piano por Rubén Fernández Aguirre.
Fue una de las participantes de la gala del 175 aniversario del Liceo, en abril de 2022. El 7 de septiembre del mismo año, debutó el papel de Elvira, de la ópera Los puritanos de Escocia en el Teatro de San Carlos de Nápoles en versión concierto junto al tenor Xabier Anduaga. Y en noviembre, debutó el papel principal de la ópera Alcina en el Royal Opera House.
En una entrevista de 2018, admitió que se le habían negado papeles al principio de su carrera debido a su peso. Es vegana y corredora de maratones y ha aparecido en la revista Runner's World. En 2014, Martin Rowe incluyó en su libro Running, Eating, Thinking: A Vegan Anthology el proceso de Oropesa para perder peso, que la llevó a adoptar la dieta vegana.
En 2015, colaboró en Master Singers: Advice from the Stage, libro de entrevistas a famosos cantantes de ópera para analizar y conocer su técnica, arte, interpretación y puesta en escena.
Se casó con Steven Harris en octubre de 2012. Tiene abuelos catalanes y castellanos y en 2019, adquirió la nacionalidad española por carta de naturaleza.

## Repertorio
Ópera
| Año (debut) | Rol                  | Compositot                | Ópera                         | Lugar                       |
| ----------- | -------------------- | ------------------------- | ----------------------------- | --------------------------- |
| 2007        | Susanna              | Wolfgang Amadeus Mozart   | Las bodas de Fígaro           | Metropolitan Opera House    |
| 2008        | Gilda                | Giuseppe Verdi            | Rigoletto                     | New Orleans Opera           |
| 2008        | Lisette              | Giacomo Puccini           | La rondine                    | Metropolitan Opera          |
| 2009        | Woglinde             | Richard Wagner            | El oro del Rin                | Metropolitan Opera          |
| 2009        | Woglinde             | Richard Wagner            | El ocaso de los dioses        | Metropolitan Opera          |
| 2009        | Waldvogel            | Richard Wagner            | Sigfrido                      | Metropolitan Opera          |
| 2009        | Lucia                | Gaetano Donizetti         | Lucia di Lammermoor           | New Jersey State Opera      |
| 2010        | Konstanze            | Wolfgang Amadeus Mozart   | El rapto en el serrallo       | Ópera Nacional Galesa       |
| 2010        | Nannetta             | Giuseppe Verdi            | Falstaff                      | Palacio Euskalduna          |
| 2010        | Fiorilla             | Gioachino Rossini         | El turco in Italia            | Deutsche Oper am Rhein      |
| 2011        | Leïla                | Georges Bizet             | Los pescadores de perlas      | New Orleans Opera           |
| 2011        | Amor                 | Christoph Willibald Gluck | Orfeo y Euridice              | Metropolitan Opera          |
| 2011        | Ismene               | Wolfgang Amadeus Mozart   | Mitridates, rey de Ponto      | Ópera Estatal de Baviera    |
| 2011        | Romilda              | George Frideric Handel    | Serse                         | Ópera de San Francisco      |
| 2011        | Miranda              | Jeremy Sams               | The Enchanted Island          | Metropolitan Opera          |
| 2012        | Cleopatra            | George Frideric Handel    | Julio César en Egipto         | Michigan Opera Theatre      |
| 2013        | Pamina               | Wolfgang Amadeus Mozart   | La flauta mágica              | Fran Ópera de Florida       |
| 2013        | Amalia               | Giuseppe Verdi            | I masnadieri                  | Washington Concert Opera    |
| 2014        | Sophie               | Jules Massenet            | Werther                       | Metropolitan Opera          |
| 2014        | Rosalba              | Daniel Catán              | Florencia en el Amazonas      | Ópera de Los Ángeles        |
| 2015        | Marie                | Gaetano Donizetti         | La hija del regimiento        | Pittsburgh Opera            |
| 2015        | Violetta Valéry      | Giuseppe Verdi            | La traviata                   | Opera Philadelphia          |
| 2016        | Hébé / Zima          | Jean-Philippe Rameau      | Las Indias galantes           | Bavarian State Opera        |
| 2017        | Ophélie              | Ambroise Thomas           | Hamlet                        | Lausanne Opera              |
| 2017        | Norina               | Gaetano Donizetti         | Don Pasquale                  | Glyndebourne Festival Opera |
| 2017        | Gretel               | Engelbert Humperdinck     | Hansel y Gretel               | Metropolitan Opera          |
| 2018        | Eurydice             | Christoph Willibald Gluck | Orfeo y Euridice              | Los Angeles Opera           |
| 2018        | Adina                | Gioachino Rossini         | Adina or Il califfo di Bagdad | Rossini Opera Festival      |
| 2018        | Marguerite de Valois | Giacomo Meyerbeer         | Los Hugonotes                 | Ópera de París              |
| 2018        | Adina                | Gaetano Donizetti         | El elixir de amor             | Ópera de París              |
| 2019        | Rodelinda            | George Frederic Handel    | Rodelinda                     | Gran Teatro del Liceo       |
| 2019        | Isabelle             | Giacomo Meyerbeer         | Roberto el diablo             | Teatro Real de la Moneda    |
| 2019        | Manon                | Jules Massenet            | Manon                         | Metropolitan Opera          |
| 2020        | Rosina               | Gioachino Rossini         | El Barbero de Sevilla         | Ópera de París              |

### Conciertos
| Año (debut) | Rol       | Compositor              | Pieza                  | Lugar                              |
| ----------- | --------- | ----------------------- | ---------------------- | ---------------------------------- |
| 2006        | Soprano I | Wolfgang Amadeus Mozart | Great Mass in C minor  | New Choral Society                 |
| 2010        | Soloist   | Carl Orff               | Carmina Burana         | Cleveland Orchestra                |
| 2011        | Soloist   | George Frideric Handel  | El Mesías              | New Choral Society                 |
| 2014        | Soloist   | Joseph Haydn            | La creación            | New Choral Society                 |
| 2014        | Soloist   | Johann Sebastian Bach   | Pasión según San Mateo | Soli Deo Gloria                    |
| 2015        | Soloist   | Johann Sebastian Bach   | Pasión según San Juan  | Soli Deo Gloria                    |
| 2016        | Soloist   | Gabriel Fauré           | Requiem                | Academia Nacional de Santa Cecilia |
| 2016        | Soloist   | Johannes Brahms         | Un réquiem alemán      | Orquesta Sinfónica de Baltimore    |
| 2016        | Soloist   | Gustav Mahler           | Sinfonía n.º 8         | Orquesta de Filadelfia             |

## Grabaciones
Video
- 2007 - Puccini: El tríptico (Frittoli, Blythe; Levine, O'Brien).
- 2008 - Humperdinck: Hansel y Gretel (Schäfer, Coote; Jurowsky, Jones) EMI.
- 2008 - Puccini: Manon Lescaut (Mattila, Giordani, Croft; Levine, Heeley) EMI.
- 2009 - Puccini: La rondine (Gheorghiu, Alagna, Brenciu, Ramey; Armiliato, Joël) EMI.
- 2010 - Wagner: El oro del Rin (Blythe, Croft, Terfel, Owens; Levine, Lepage) EMI.
- 2012 - Sams: La isla encantada (de Niese, DiDonato, Daniels, Domingo, Pisaroni; Christie, McDermott) Virgin Classics.
- 2012 - Frömke: Wagner's Dream (Fillion, Gelb, Lepage, Levine, Luisi, Morris, Voight).
- 2014 - Verdi: Falstaff (Maestri, Blythe, Oropesa, Meade, Fanale; Levine, Carsen).
- 2014 - Massenet: Werther (Kaufmann, Koch, Oropesa, Bižić; Altinoglu, Eyre).
- 2017 - Rameau: Las indias galantes (Oropesa, Prohaska, Juric, Quintains, Lis; Bolton, Cherkaoui) BelAir Classiques.
- 2018 - Meyerbeer: Los Hugonotes (Oropesa, Kang, Jaho, Testé, Deshayes; Mariotti,  Kriegenburg) Ópera de París.
- 2018 - Donizetti: Lucia di Lammermoor (Oropesa, Camarena, Ruciński; Oren, Alden) Teatro Real.
- 2019 - Verdi: I masnadieri (Oropesa, Sartori, Pertusi, Cavaletti; Mariotti, McVicar) Teatro de La Scala.
- 2019 - Massenet: Manon (Oropesa, Fabiano, Ruciński; Benini, Pelly) Metropolitan Opera.
- 2020 - Mozart: El rapto en el serrallol (Oropesa, Behle, Juric, Mühlemann, Terne; Manacorda, Neuenfels) Ópera Estatatal de Viena.
- 2021 - Verdi: La traviata (Oropesa, Pirgu, Frontali; Gatti, Martone) Raiplay.

Audio
- 2017 - Within / Without (Oropesa, Iftinca)
- 2018 - Aux filles du désert (Oropesa, Borowitz)
- 2021 - Ombra Compagna (Oropesa, Manacorda) PENTATONE

## Televisión
- 30 Rock: Audition Day (Fey, Morgan, Krakowski, Baldwin, Scorsese, Walken; Fey, Hubbard)

## Publicaciones
- 2014 - Rowe, Martin & Oropesa, Lisette.  Running, Singing and being Vegan en Running, Eating, Thinking: A Vegan Anthology. New York: Lantern Books. ISBN 978-1590563489 (paperback)
- 2015 - George, Donald.  Master Singers: Advice from the Stage. Oxford University Press. ISBN 978-0199324187 (paperback)

## Reconocimientos
- 2005 - Grand Finals winner, Metropolitan Opera National Council Auditions.[73]
- 2007 - Sarah Tucker study grant, Richard Tucker Music Foundation.[74]
- 2007 - Premio de Zarzuela y tercer puesto del general del concurso internacional para jóvenes cantantes de ópera Operalia.[75]
- 2007 - First Place award, Licia Albanese Puccini Competition.[76]
- 2008 - George London Award.[77]
- 2019 - Richard Tucker Award, Richard Tucker Music Foundation.[78]
- 2019 - Beverly Sills Award, Metropolitan Opera.[79]